# Grgo Kotromanović
Grgo Kotromanić (Potravlje, 28. rujna 1787. – Guča Gora, 26. lipnja 1864.) bio je hrvatski katolički svećenik iz reda franjevaca i samouki kipar.

## Životopis
Izrađivao je za franjevačke crkve u BiH, uglavnom u drvu, raspela i kipove svetaca. Posvjedočene su izvedbe Svetog Ivana Krstitelja u Podmilačju; Svetog Franje Asiškog u Gučoj Gori te Majke Božje u Docu. Radovi mu nisu sačuvani, a imali su obilježja pučkoga kiparstva.

### Članci
- Flego, Višnja. 2009. Kotromanović, Grgo. Hrvatski biografski leksikon. Zagreb.  journal zahtijeva |journal= (pomoć)